# Operação Ranger

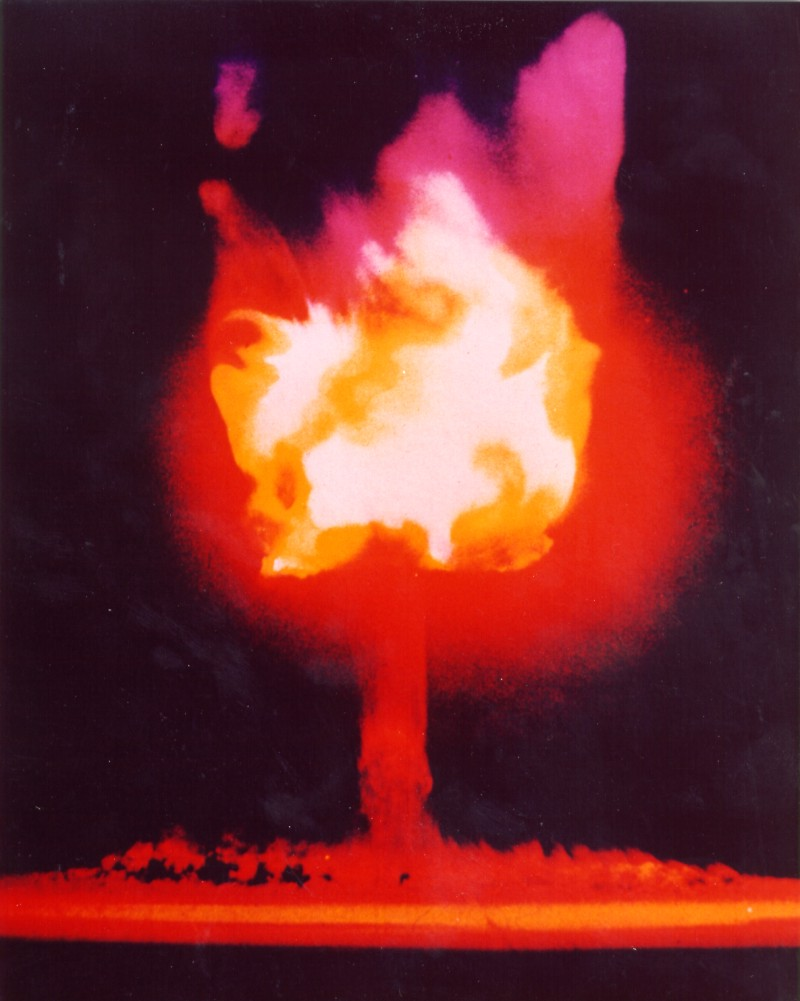
Detonação do Fox.

Operação Ranger foi a quarta operação nuclear dos Estados Unidos da América. Cujos testes nucleares foram conduzidos em 1951, e a primeira série foi realizado na Área de Testes de Nevada. Todas as bombas foram lançadas por bombardeiros Boeing B-50 Superfortress e explodidos ao ar livre sobre Frenchman Flat (Área 5).
Tais testes eram centravam na viabilidade de desenvolvimento de uma segunda geração de armas nucleares (para evitar o "desperdício"), que utilizassem menores quantidades de materiais nucleares valiosos, planejados sob o nome de Operação Fausto.
A localização exata dos testes é desconhecido, como eram todos os lançamentos aéreos. No entanto, o chão planeado zero foi definido em 36°49′32″N 115°57′54″W para todos, exceto o tiro Fox, que era "500 pés oeste e 300 pés sul", a fim de minimizar os danos ao ponto de controle.

## Testes
Nome do teste; Data; rendimento.
- Able; 27 de Janeiro de 1951; e.5 kilotons;
- Baker; 28 de Janeiro de 1951; 8 kilotons;
- Easy; 1 de Fevereiro de 1951; 1 kiloton;
- Baker; 22 de Fevereiro de 1951; 8 kilotons;
- Fox; 6 de Fevereiro de 1951; 22 kilotons.

## Galeria de fotos

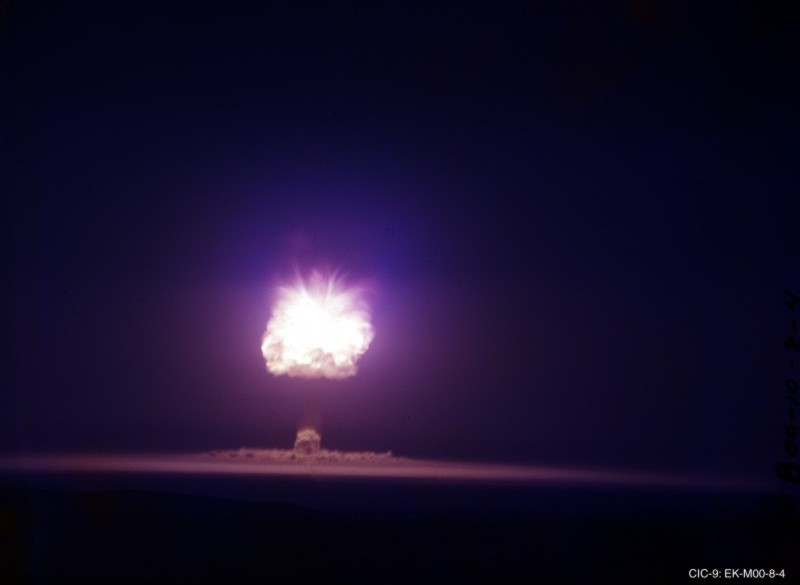
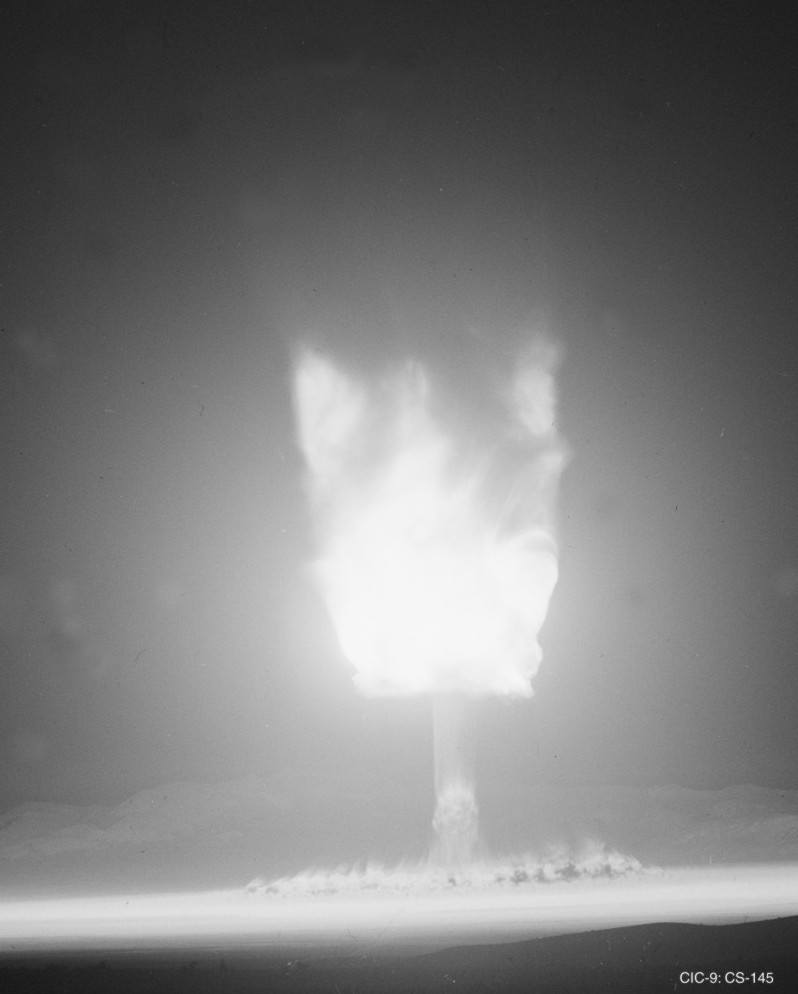
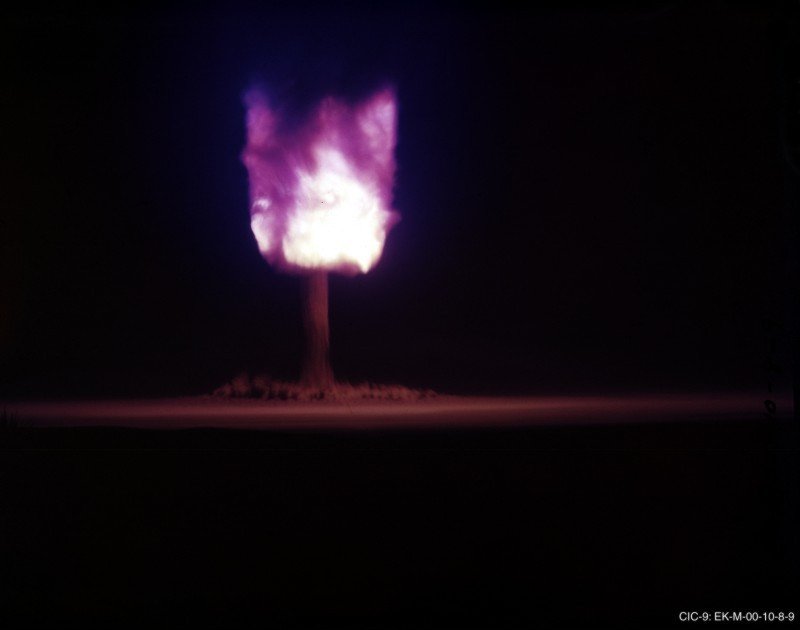